# 观光木
观光木为木兰科观光木属下的一个种。该种植物是钟观光1919年在广西十万大山边境那良地区采得的一种树大花香的木兰科乔木，1963年陈焕镛将之定名为观光木（Tsoongiodendron odorum），并建立新属观光木属，以纪念钟观光的开创性工作。
现接受为Magnolia odora (Chun) Figlar & Noot.
观光木星散分布于江西南部、福建、广东、海南、广西、云南东南部，生于海拔500～1000米常绿阔叶林中。